# Найостанніший день
«Найостанніший день» (рос. «Самый последний день») — радянський художній фільм, драма режисера  Михайла Ульянова за однойменною повістю  Бориса Васильєва. Перший і останній фільм Михайла Ульянова як режисера, після чого він вирішив більше не знімати фільми через невдалий, на його думку, досвід.

## Сюжет
Останній робочий день дільничного оперуповноваженого міліції, колишнього фронтовика Семена Митрофановича Ковальова (Михайло Ульянов), який йде на пенсію. Ковальов обходить свою дільницю, прощається з друзями і знайомими і здає справи новому дільничному. Настає вечір, Ковальов повертається на автобусі додому і зауважує підозрілому громадянину, зовнішність якого відповідає орієнтировці на небезпечного злочинця. Чуття не підвело колишнього міліціонера, він намагається поодинці затримати злочинця, але вмирає від отриманих в сутичці поранень.

## У ролях
- Михайло Ульянов —  Семен Митрофанович Ковальов
- Борис Чинкін —  Білоконь
- В'ячеслав Невинний —  Степан Данилович Степешко
- Тетяна Куліш —  Алла
- Ірина Буніна —  Віра Кукушкіна
- Євген Буренков —  бригадир
- Микола Граббе —  Кирило Миколайович
- Віктор Зозулін —  Анатолій
- Ігор Кашинцев —  Гриша
- Микола Парфьонов —  Петрович
- Володимир Носик —  Сергій
- Алла Парфаньяк —  Агнеса Павлівна, вдова професора
- Богдан Ступка —  Валера
- Олександра Харитонова —  дружина Гриши
- Олександр Ширшов —  Леонтій
- Ернст Зорін —  Хорольський
- Наталія Гурзо —  Маша
- Володимир Плотников —  приятель Валери
- Олександр Зимін —  приятель Валери
- Борис Чунаєв —  Миронов, міліціонер
- Ігор Безяєв —  друг Петровича
- Георгій Шевцов —  майор
- Михайло Жигалов —  лейтенант міліції
- Валентина Владимирова —  «Мати»
- Сергій Пономарьов —  Геннадій Васильович Бизін, кляузник
- Ніна Твердинська —  Лукошин
- Лев Жигалін —  Кукушкін

## Знімальна група
- Режисер-постановник: Михайло Ульянов
- Сценаристи: Борис Васильєв, Михайло Ульянов
- Оператор-постановник:  Елізбар Караваєв
- Композитор:  Ісаак Шварц
- Художник-постановник: Іполит Новодерьожкин